# Монолітне будівництво

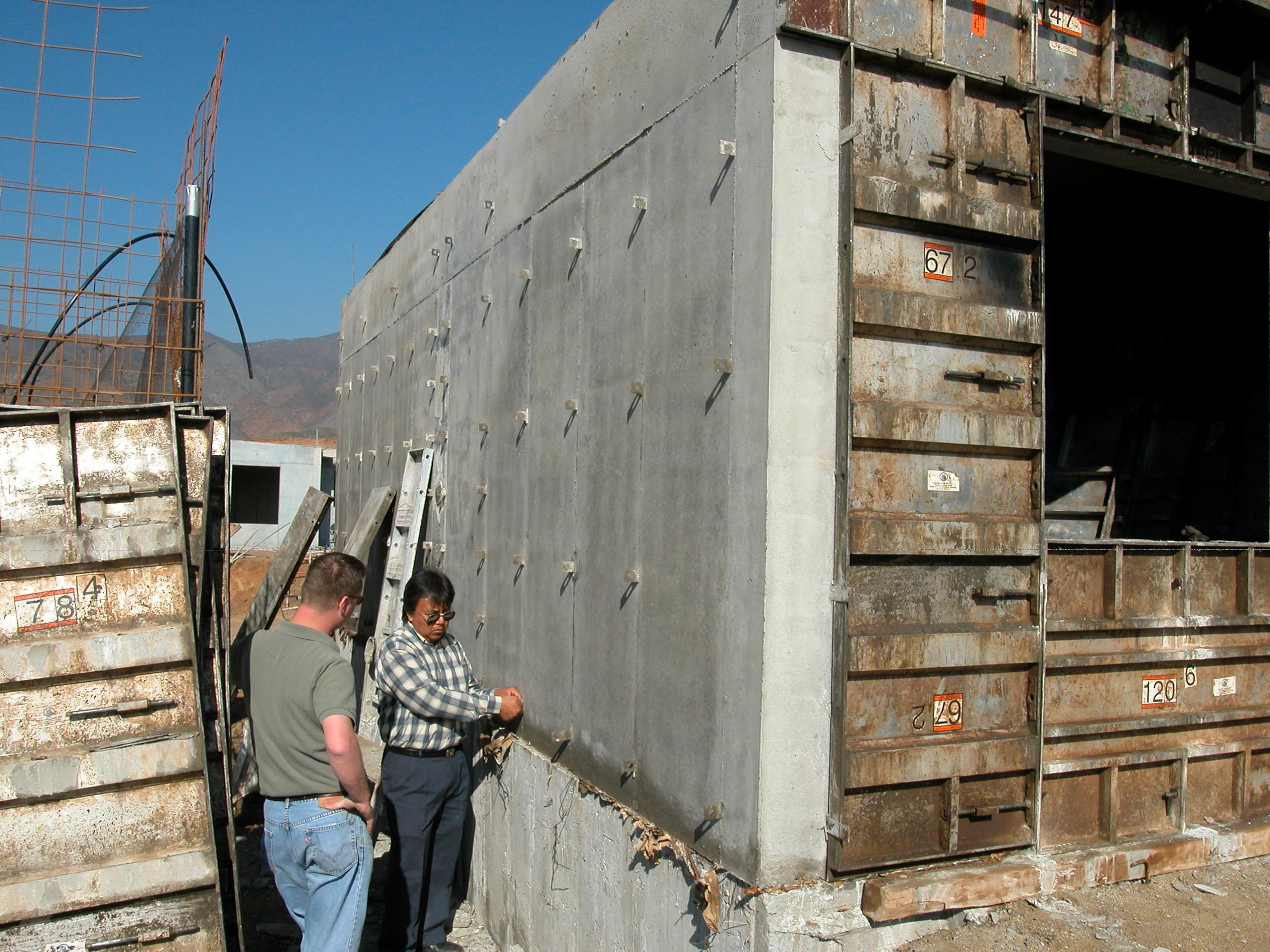
Зведення монолітної конструкції

Монолі́тне будівни́цтво — являє собою зведення безпосередньо на будівельному майданчику з використанням спеціальних форм (опалубних конструкцій). Це знижує загальну собівартість об'єкту. Причина — зменшення логістичних витрат на доставку готових виробів із заводу та значне здешевлення робочої сили.

## Технічні характеристики
Монолітні конструкції на 15-20 % легші від збірних, а отже, зменшується кількість матеріалу, необхідна для будівництва фундаменту і, відповідно, знижується сукупна вартість об'єкту. Час спорудження таких конструкцій істотно відрізняється (у менший бік) від тимчасових витрат, які необхідні для зведення цегляних будинків. Крім усього переліченого, показники звуко- і теплонепроникності, порівняно з іншими будівельними технологіями, підвищуються в кілька разів.
Конструктив

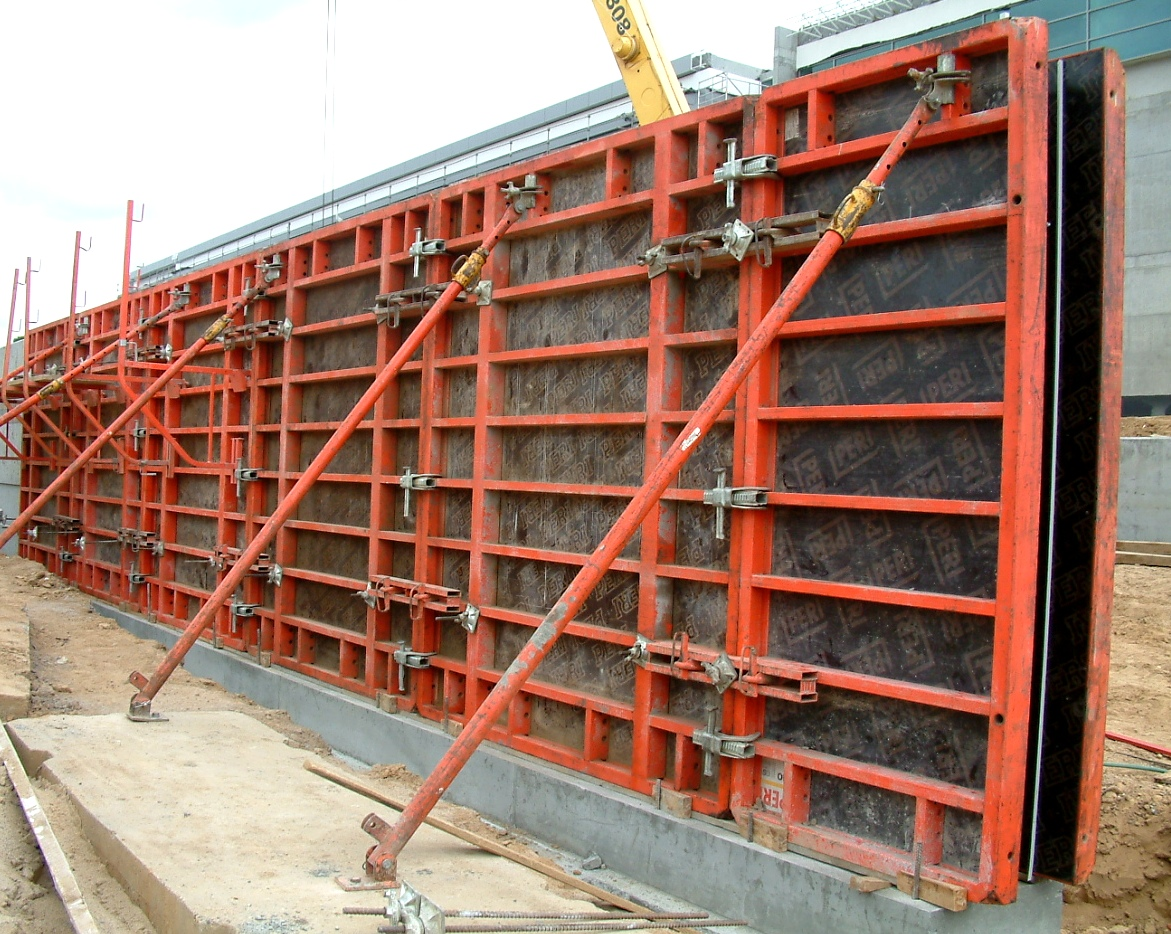
Опалубка

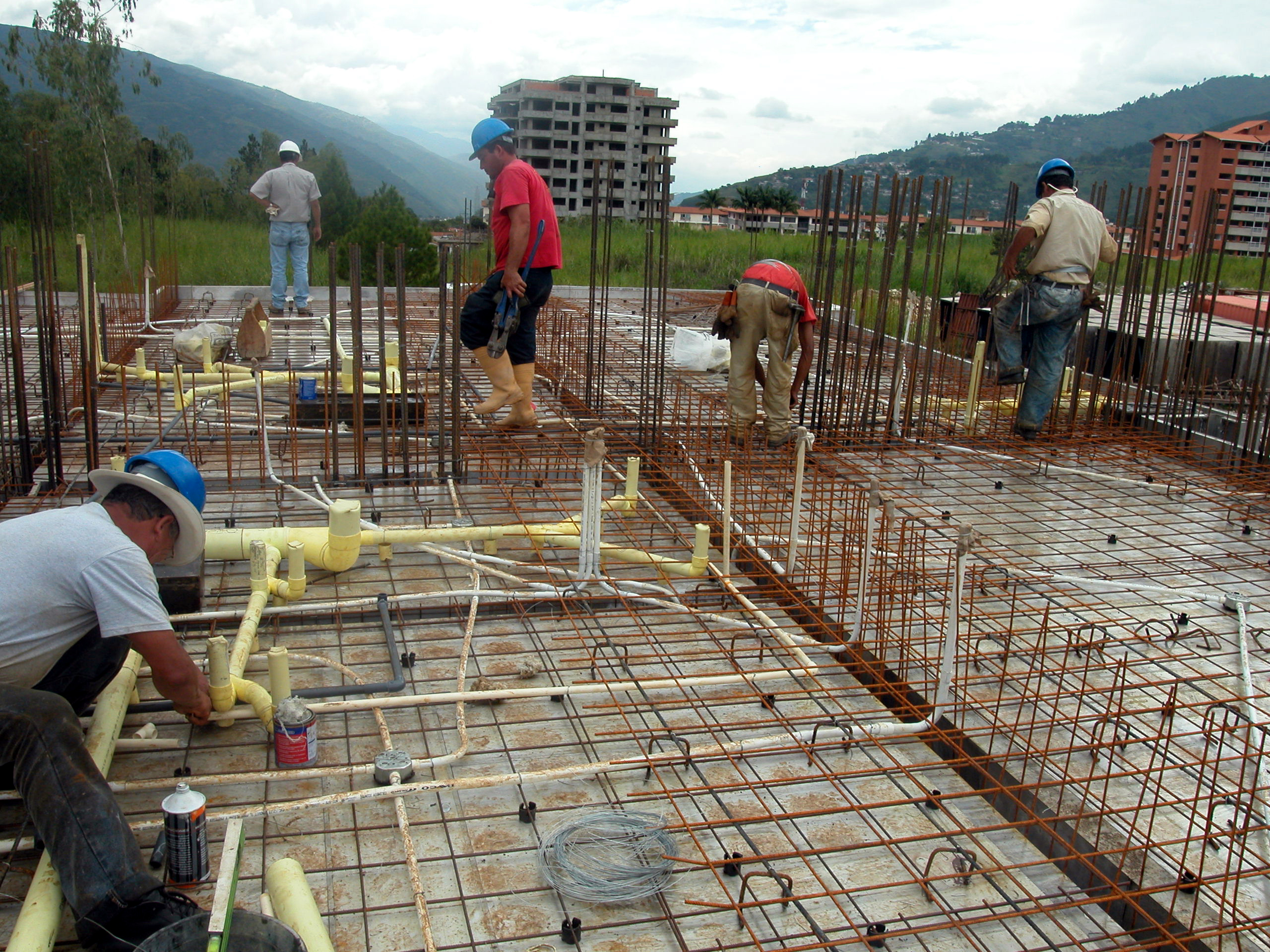
Арматура

Монолітні конструкції, перерозподіляючи навантаження, дають рівномірне осідання будинків, що запобігає появі тріщин, і, як наслідок, робить таку конструкцію довговічнішою: термін експлуатації монолітного об'єкту збільшується до 300 років. Усі навантаження в монолітній будівлі передаються на тримальний каркас, тому немає необхідності у товстих внутрішніх перегородках. При цьому зовнішні стіни можуть бути виконані з будь-якого матеріалу: цегли, панельних або навісних конструкцій — вони відіграють лише обгороджувальну і теплоізоляційну роль. Рівна поверхня, одержувана в результаті бетонування, полегшує та здешевлює всі роботи, пов'язані із зовнішньою обробкою фасадів і внутрішньою обробкою приміщень, що також знижує загальну вартість і термін спорудження будинку.
Монолітні конструкції не прив'язують архітекторів і проектувальників до певних розмірів і форм оснащення, що дає можливість урізноманітнити проектні рішення.

## Переваги монолітного будівництва
Монолітні конструкції широко застосовуються в будівництві метро (тунелі, платформи), військових об'єктів (бункери, стратегічні тунелі, об'єкти на полігонах для випробування зброї, в тому числі ракет і цивільного будівництва), космодромів (бункери, стартові майданчики), інше. Монолітне будівництво дозволяє мешканцям самостійно обирати планування їхнього помешкання. 
Монолітне будівництво дозволяє будувати будинки практично без швів, що істотно покращує тепло- і звукоізоляцію, знижує загальну вагу будівлі, запобігає утворенню тріщин, підвищує міцність конструкцій і робить їх більш довговічними. Саме тому на ринку житлового будівництва спостерігається перманентне зростання переважно монолітних будинків.